# Stazione di Remedello Sopra
La stazione di Remedello Sopra è una stazione ferroviaria posta lungo la linea Brescia-Parma, a servizio della località di Remedello di Sopra, frazione del comune di Remedello.

## Storia
La stazione fu attivata il 1º agosto 1893 contemporaneamente alla tratta Piadena-San Zeno, che completava la linea Parma-Brescia-Iseo.
L'impianto fu affidato alla Rete Adriatica con esercizio svolto a cura della Società Meridionale, che svolse tale funzione fino al 1905, anno in cui la stazione passò alle neocostituite Ferrovie dello Stato.
Il raddoppio dei binari e la conseguente trasformazione del piazzale di stazione risale al 1976.
Nel 2000, la società Rete Ferroviaria Italiana subentrò alle FS nell'esercizio della stazione e, sotto tale gestione, l'intera linea fu dotata del sistema d'esercizio con Dirigente Centrale Operativo; il relativo apparato ACEI di stazione fu attivato il 14 dicembre 2008.

## Strutture e impianti

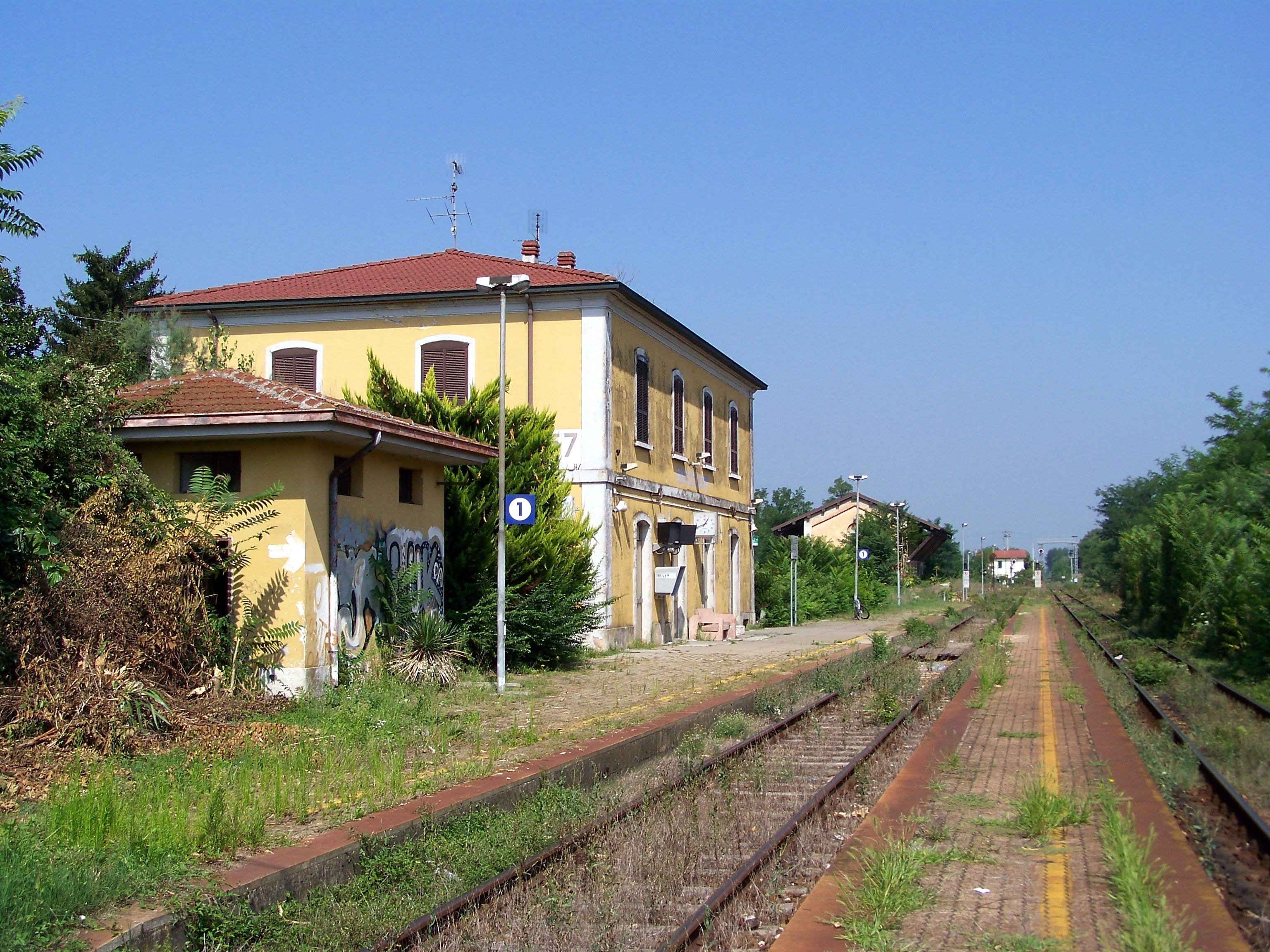
Il piano binari

L'ex fabbricato viaggiatori, a due livelli, risulta chiuso all'utenza.
Soppresso da tempo lo scalo merci con annesso magazzino, sono presenti due binari:
- il primo si trova su tracciato deviato e viene utilizzato per gli incroci fra i treni;
- il secondo è quello di corsa della linea.

Entrambi i binari sono dotati di banchine collegate fra loro da un attraversamento a raso.

## Movimento
La stazione di Remedello Sopra è servita dai treni regionali della relazione Brescia-Parma, eserciti da Trenord e cadenzati a frequenza oraria nell'ambito del contratto di servizio stipulato con la Regione Lombardia.

## Servizi
La stazione, che RFI classifica nella categoria bronze, dispone di:
- Biglietteria automatica